# 查尔斯·哈姆林
查尔斯·哈姆林（英語：Charles Sumner Hamlin，1861年8月30日—1938年4月24日）生于美国波士顿，他的父亲是爱尔兰人，母亲出生于英格兰。1886年他在哈佛大学分别取得了学士学位，硕士学位和法学学士学位。之后他还取得了华盛顿大学（1895年）和哥伦比亚大学（1938年）的两个荣誉法学博士学位。
他的职业生涯始于律师，1886年-1893年他在波士顿从事律师工作。1893年他被任命为美国财政部部长助理（1893年-1897年），之后在1913年-1914年继续担任财政部部长助理。
在时任美国财政部部长的威廉·吉布斯·麦卡杜（William McAdoo）的提议下，查尔斯·哈姆林被伍德罗·威尔逊总统任命领导第一届联邦储备委员会（美联储）。之后他推动董事会制定了《联邦储备法》，但是根据最初的法案，美联储受财政部管理，因此财政部部长成为了当时联储的主席，并主持董事会工作。查尔斯·哈姆林在相当长一段时间所制定的政策多数为被动性政策，因为当时管理政策事务的权利属于财政部。
| 年份          | 主要工作                                                                     |
| ------------- | ---------------------------------------------------------------------------- |
| 1897年        | 出任美国驻日本特别专员，主要处理美国与俄罗斯和日本之间有关皮毛和渔业的争端。 |
| 1898年        | 马萨诸塞州参与巴黎世博会的委员                                               |
| 1899年        | 担任印第安纳波利斯货币委员会执行委员会委员。                                 |
| 1902年-1903年 | 在哈佛大学担任美国政府政策导师                                               |
| 1903年        | 进入美国分析师委员会并担任委员，主要负责监督和检查费城造币厂。               |
| 1906年        | 担任日本饥荒救济委员会委员，并在1908年因其出色的工作受到了日本天皇的表彰。   |
| 1908年        | 任职于美国军备限制委员会                                                     |
| 1908年        | 新英格兰州长渔业会议的代表                                                   |
| 1906年-1915年 | 担任政府委员会委员                                                           |
| 1907年-1912年 | 担任涉及波士顿公司和工会的劳资纠纷的仲裁人                                   |

备注：此外他还是卡內基國際和平基金會终生会员

## 更多閱讀
- Meltzer, Allan H. . Chicago: 芝加哥大學出版社. 2003: 73–323. ISBN 978-0226520001.

## 外部鏈接
- 互联网档案馆中查尔斯·哈姆林的作品或与之相关的作品
- Charles S. Hamlin Papers （页面存档备份，存于） from the Library of Congress, including diaries from his time as Governor of the Federal Reserve Board
- Statements and Speeches of Charles S. Hamlin （页面存档备份，存于）